# Galle (Distrikt)
Koordinaten: 6° 2′ N, 80° 13′ O
Der Distrikt Galle (singhalesisch ගාල්ල දිස්ත්‍රික්කය Gālla distrikkaya; Tamil காலி மாவட்டம் Kāli māvaṭṭam) ist ein Distrikt in der Südprovinz in Sri Lanka. Der Hauptort ist Galle.

## Geografie
Der Distrikt Galle liegt im Südwesten der Insel an der Küste und gehört zur Südprovinz. Nachbardistrikte sind Kalutara im Norden, Ratnapura im Nordosten, Matara im Osten und der Indische Ozean im Süden und Westen.
Der Distrikt Galle hat eine Fläche von 1652 Quadratkilometern (davon 1617 Quadratkilometer Land und 35 Quadratkilometer Binnengewässer). Damit ist er flächenmäßig der siebtkleinste Distrikt Sri Lankas.

## Bevölkerung
Nach der Volkszählung 2012 hat der Distrikt Galle 1.063.334 Einwohner. Mit 658 Einwohnern pro Quadratkilometer liegt die Bevölkerungsdichte deutlich über dem Durchschnitt Sri Lankas (325 Einwohner pro Quadratkilometer). Von den Bewohnern waren 509.902 (47,95 %) männlichen und 553.432 (52,05 %) weiblichen Geschlechts. Die Bevölkerung ist ausgesprochen jung. Dies verdeutlicht ein Blick auf die Altersverteilung.
| Alter  | 0–9 Jahre | 10–19 Jahre | 20–29 Jahre | 30–39 Jahre | 40–49 Jahre | 50–59 Jahre | 60–79 Jahre | 80 Jahre und mehr |
| Anzahl | 177.859   | 171.942     | 152.858     | 149.633     | 135.866     | 119.180     | 135.028     | 20.968            |
| Anteil | 16,73 %   | 16,17 %     | 14,38 %     | 14,07 %     | 12,78 %     | 11,21 %     | 12,70 %     | 1,97 %            |

### Bevölkerung des Distrikts nach Volksgruppen
Beinahe 95 % der Einwohnerschaft sind Singhalesen. Nur in der Division Galle Four Gravets (Kadawath Sathra) sind mehr als dreißig Prozent der Bewohner Angehörige einer ethnischen Minderheit. In allen anderen Divisionen leben fast nur Singhalesen.
| Jahr                                                    | Singhalesen1 | Singhalesen1 | Sri-Lanka-Tamilen2 | Sri-Lanka-Tamilen2 | indische Tamilen2 | indische Tamilen2 | Moors3 | Moors3 | Burgher | Burgher | Malaien | Malaien | Andere4 | Andere4 | Gesamt    | Gesamt   |
| Jahr                                                    | Zahl         | %            | Zahl               | %                  | Zahl              | %                 | Zahl   | %      | Zahl    | %       | Zahl    | %       | Zahl    | %       | Zahl      | %        |
| ------------------------------------------------------- | ------------ | ------------ | ------------------ | ------------------ | ----------------- | ----------------- | ------ | ------ | ------- | ------- | ------- | ------- | ------- | ------- | --------- | -------- |
| 1981                                                    | 769.343      | 94,45 %      | 7.271              | 0,89 %             | 11.056            | 1,36 %            | 25.678 | 3,15 % | 288     | 0,04 %  | 186     | 0,02 %  | 709     | 0,09 %  | 814.531   | 100,00 % |
| 2001                                                    | 934.751      | 94,37 %      | 11.079             | 1,12 %             | 9.275             | 0,94 %            | 34.688 | 3,5 %  | 208     | 0,02 %  | 178     | 0,02 %  | 308     | 0,03 %  | 990.487   | 100,00 % |
| 2012                                                    | 1.003.722    | 94,39 %      | 13.953             | 1,31 %             | 6.146             | 0,58 %            | 38.790 | 3,65 % | 256     | 0,02 %  | 106     | 0,01 %  | 361     | 0,03 %  | 1.063.334 | 100,00 % |
| Quelle: Volkszählungen in Sri Lanka 1981, 2001 und 2012 |              |              |                    |                    |                   |                   |        |        |         |         |         |         |         |         |           |          |

1 Tiefland- und Kandy-Singhalesen zusammen2 Sri-Lanka-Tamilen und indische Tamilen separat 3 nur sri-lankische Moors4 davon 2001 95 Sri Lanka Chetties und 17 Bharathas; 2012 12 Sri Lanka Chetties und 8 Bharathas 

### Bevölkerung des Distrikts nach Bekenntnissen
Fast alle singhalesischen Einwohner Galles hängen dem Buddhismus an, während die Moors und Malaien sich allesamt zum Islam bekennen. Drittstärkste Religion ist der Hinduismus, dem die große Mehrheit der indischen und sri-lankischen Tamilen angehört. Das Christentum, dem die Burgher, eine kleine Minderheit (etwa 5000 Personen) der Singhalesen und eine Minderheit der Tamilen (etwa 4500 Menschen) angehören, ist nur eine kleine Minderheitenreligion. Erwähnenswert ist das starke Wachstum der Protestanten (meist Freikirchler;1981–2012: + 266 %) bei gleichzeitig geringem Wachstum bei den Katholiken (1981–2012: + 23 %).
| Jahr                                                    | Buddhisten | Buddhisten | Hindus | Hindus | Muslime | Muslime | Katholiken | Katholiken | andere Christen | andere Christen | Andere | Andere | Gesamt    | Gesamt   |
| Jahr                                                    | Zahl       | %          | Zahl   | %      | Zahl    | %       | Zahl       | %          | Zahl            | %               | Zahl   | %      | Zahl      | %        |
| ------------------------------------------------------- | ---------- | ---------- | ------ | ------ | ------- | ------- | ---------- | ---------- | --------------- | --------------- | ------ | ------ | --------- | -------- |
| 1981                                                    | 767.661    | 94,25 %    | 15.086 | 1,85 % | 26.301  | 3,23 %  | 3.586      | 0,44 %     | 1.452           | 0,18 %          | 445    | 0,05 % | 814.531   | 100,00 % |
| 2001                                                    | 932.331    | 94,13 %    | 14.934 | 1,51 % | 35.100  | 3,54 %  | 4.568      | 0,46 %     | 3.378           | 0,34 %          | 176    | 0,02 % | 990.487   | 100,00 % |
| 2012                                                    | 998.647    | 93,92 %    | 15.584 | 1,47 % | 39.267  | 3,69 %  | 4.415      | 0,42 %     | 5.315           | 0,50 %          | 106    | 0,01 % | 1.063.334 | 100,00 % |
| Quelle: Volkszählungen in Sri Lanka 1981, 2001 und 2012 |            |            |        |        |         |         |            |            |                 |                 |        |        |           |          |

### Bevölkerungsentwicklung
Die Bevölkerung des Distrikts Galle wächst seit Jahrzehnten ständig an. Im Zeitraum von 2001 bis 2012 (den beiden letzten Volkszählungsjahren) betrug die Zunahme 72.847 Menschen. Dies ist ein Wachstum von 7,35 %. Seit 1946 hat sich die Einwohnerschaft mehr als verdoppelt (+ 131 %).
Der Distrikt war nicht Kampfgebiet des Bürgerkriegs. Deshalb ist nur ein kleiner Teil der Migranten der Gruppe der Bürgerkriegsbetroffenen zuzurechnen. Im Jahr 2012 lebten im Distrikt Galle Regierungsstatistiken zufolge nur 1764 Flüchtlinge und Rückkehrer. Darunter waren 1393 Flüchtlinge aus anderen Gegenden Sri Lankas und 371 Menschen wurden nach vormaliger Vertreibung wieder angesiedelt.

### Bedeutende Orte
Einzige große Orte des Distrikts sind Ambalangoda, Galle und Hikkaduwa.

### Lokalverwaltung
Der Vorsteher des Distrikts trägt den Titel District Secretary. Der Distrikt ist weiter in neunzehn Divisionen (unter einem Division Secretary) unterteilt. Die Städte und größeren Orte haben eine eigene Verwaltung (Gemeindeparlament oder Gemeinderat). Es gibt 895 Dorfverwaltungen (Grama Niladharis) für die 2446 Dörfer im gesamten Distrikt.
| Name                 | Hauptort                | Einwohner 2012 | Fläche in km² | Dichte | GN  | Dörfer |
| -------------------- | ----------------------- | -------------- | ------------- | ------ | --- | ------ |
| Akmeemana            | Walahanduwa             | 77.776         | 65            | 120    | 63  | 153    |
| Ambalangoda          | Ambalangoda             | 56.961         | 52            | 1.095  | 36  | 118    |
| Baddegama            | Baddegama               | 75.008         | 111           | 676    | 70  | 232    |
| Balapitiya           | Balapitiya              | 67.432         | 55            | 1.226  | 51  | 134    |
| Benthota             | Benthota                | 49.975         | 74            | 675    | 51  | 138    |
| Bope-Poddala         | Labuduwa                | 50.331         | 30            | 1.678  | 44  | 94     |
| Elpitiya             | Elpitiya                | 64.726         | 150           | 432    | 51  | 234    |
| Galle Four Gravets   | Galle (Kadawath Sathra) | 101.749        | 24            | 4.240  | 50  | 75     |
| Gonapinuwala         | Gonapinuwala            | 21.755         | 27            | 806    | 19  | 61     |
| Habaraduwa           | Habaraduwa              | 62.389         | 53            | 1.177  | 59  | 156    |
| Hikkaduwa            | Hikkaduwa               | 101.909        | 65            | 1.568  | 97  | 240    |
| Imaduwa              | Imaduwa                 | 44.880         | 67            | 670    | 43  | 116    |
| Karandeniya          | Karandeniya             | 62.498         | 88            | 710    | 40  | 124    |
| Nagoda               | Nagoda                  | 53.829         | 179           | 301    | 53  | 137    |
| Neluwa               | Neluwa                  | 28.640         | 155           | 185    | 34  | 79     |
| Niyagama             | Niyagama                | 35.574         | 109           | 326    | 34  | 64     |
| Thawalama            | Thawalama               | 32.609         | 178           | 183    | 36  | 86     |
| Welivitiya-Divithura | Welivitiya-Divithura    | 29.347         | 60            | 489    | 20  | 73     |
| Yakkalamulla         | Yakkalamulla            | 45.946         | 110           | 418    | 44  | 132    |
| Distrikt Galle       | Galle                   | 1.063.334      | 1.617         | 658    | 895 | 2.446  |